# R2 Docuo
R2 Docuo, también conocido como Docuo, es una solución ECM de gestión documental, alojamiento de archivos y  gestión de flujos de trabajo desarrollada por R2 Sistemas Informáticos. Se trata de un servicio SaaS que permite a las organizaciones gestionar sus documentos y modelar sus propios procesos de negocio en la nube, sin conocimientos de programación, utilizando diagramas de estados basados en autómatas finitos.

## Almacenamiento de archivos en la nube e intercambio de archivos
Las funcionalidades relacionadas con la nube son esenciales en el producto, ya que sólo puede ser utilizado por este medio (no existe la opción de implantarlo en servidores locales). Además de permitir coordinar los flujos de trabajo desde cualquier ubicación, se facilita el almacenamiento centralizado de archivos y el intercambio de forma segura con usuarios ajenos a la organización. Los archivos en R2 Docuo mantienen un histórico de versiones y de operaciones realizadas contra ellos con el único límite del espacio contratado. 
De cara al intercambio de archivos con terceros, se pueden generar enlaces públicos para que usuarios sin cuenta en R2 Docuo puedan descargar los archivos que se autoricen, pudiendo proteger dichos vínculos con fecha de caducidad y con contraseña. Además, se pueden crear cuentas de colaborador para el caso de que haya un intercambio frecuente con personal externo. El histórico de versiones de los archivos es ilimitado. Los archivos están almacenados en servidores sitos en la UE y el servicio se rige en cuanto a privacidad, confidencialidad y protección de datos por las leyes españolas y europeas.

## Gestión documental y de procesos
R2 Docuo permite ordenar los archivos por categorías (p.e., ofertas, contratos, procedimientos, etc.), así como modificar sus metadatos, cargar certificados digitales en el sistema para firmar electrónicamente los documentos o mantener un control de versiones estricto de los mismos.
Como quiera que es frecuente que los documentos de una categoría dada formen parte de un proceso de negocio de la organización, R2 Docuo permite definir de manera visual el flujo de trabajo que siguen los documentos de una categoría gráficamente, mediante un diagrama de estados. Con ello se facilita el trabajo a los usuarios sin alto nivel técnico, ya que los procesos se configuran mediante el uso de asistentes.
La personalización de los flujos de trabajo que pueden acompañar a cada documento, se puede adaptar a la operativa concreta de cada empresa para sus procesos específicos. 
Para especificar estos flujos de trabajo el usuario puede crear diagramas de estados con la misma notación que la utilizada en la teoría de autómatas finitos. En esta notación, un círculo corresponde a un posible estado del documento y una flecha corresponde a una transición o cambio de estado del mismo. En el siguiente ejemplo puede verse un flujo de trabajo correspondiente a un proceso de ofertas comerciales:
Otros casos de uso de flujos de trabajo son la gestión de acciones comerciales, el ciclo de vida de productos de software empleando metodologías ágiles, la implantación de sistemas de gestión de la calidad o la gestión de procesos de atención al cliente.

## Versiones según sistema operativo
Además de su versión web, se dispone de una aplicación de escritorio para Microsoft Windows, y Apps para dispositivos móviles iOS y Android